# اوکوبو تاداتاکا
اوکوبو تاداتاکا (به ژاپنی: 大久保 忠教 Ōkubo Tadataka) (تولد 1560- مرگ ۱۶۳۹ ) یک سامورایی از اهالی ولایت میکاوا در دوره سنگوکو بود. وی نویسنده کتاب تاریخی میکاوا مونوگاتاری (داستان میکاوا) است. 